# Studio Gokumi
Studio Gokumi Co., Ltd. (株式会社Studio五組?, Kabushiki-gaisha Sutajio Gokumi) è uno studio di animazione giapponese fondato dagli ex-dipendenti di Gonzo nel maggio 2010. La sua sede principale si trova a Suginami (Tokyo).

## Opere
- Koe de oshigoto! (2010–2011)
- A-Channel (2011, 2012)
- Saki Achiga-hen episode of Side-A (2012)
- Kono naka ni hitori, imōto ga iru! (2012)[1]
- Oda Nobuna no yabō (2012, in collaborazione con Madhouse)
- Dansai bunri no crime edge (2013)
- Kin-iro Mosaic (2013)
- Saki Zenkoku-hen (2014)
- Atelier Escha & Logy: Alchemists of the Dusk Sky (2014)
- Yūki Yūna wa yūsha de aru (2014)
- Hello! Kin-iro Mosaic (2015)
- Saki Biyori (2015)
- Lance N' Masques (2015)
- Pandora in the Crimson Shell: Ghost Urn (2016)
- Seiren (2017, in collaborazione con AXsiZ)[2]
- Tsuredure Children (2017)
- Ms. Koizumi Loves Ramen Noodles (2018)
- Ms. Vampire Who Lives in My Neighborhood. (2018)
- Katana Maidens - Toji no miko (2018)
- Il giovane sognatore è un realista (2023, in collaborazione con AXsiZ)